# Rijksarchief te Kortrijk

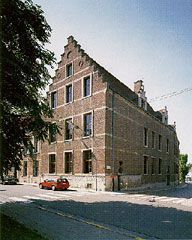
Gebouw van het Rijksarchief te Kortrijk, Guido Gezellestraat

Het Rijksarchief te Kortrijk is een van de twintig archiefdiensten van het Rijksarchief van België. 
Het gebouw bevindt zich op 100 meter van de Grote Markt en 10 minuten wandelafstand van het station, in de Guido Gezellestraat te Kortrijk (provincie West-Vlaanderen).
Het Rijksarchief heeft sinds 1964 een vestiging te Kortrijk.

## Welk archief wordt er bewaard?
Studenten, vorsers, amateurgenealogen of -historici kunnen in het Rijksarchief een zeer breed gamma aan documenten raadplegen, die werden gevormd op het grondgebied van het gerechtelijk arrondissement Kortrijk, uiteraard altijd met inachtneming van de wettelijke bepalingen in verband met de bescherming van de persoonlijke levenssfeer:
- archief van plaatselijke en regionale overheidsinstellingen uit het ancien régime: schepenbanken, enz.
- archief van de rechtbank van eerste aanleg te Kortrijk (19de eeuw).
- archief van de bestuurlijke jurisdicties.
- archief van buitendiensten van de overheid: PMS-centra, enz.
- militaire registers van het arrondissement Kortrijk (1824-1876).
- archief van de Kamer van Koophandel van Kortrijk (1807-1875)
- archief van gemeenten en OCMW’s.
- notarisarchief.
- parochieregisters.
- registers van de burgerlijke stand.
- kerkelijk archief: kapittel Onze-Lieve-Vrouw van Kortrijk, Groeningeabdij te Kortrijk, kerkfabrieken, enz.
- archief van textielondernemingen: Dupire (Kortrijk), Vetex (Kortrijk), Claessens (Waregem), enz.
- archief van instellingen, federaties, verenigingen: afdelingen Aalbeke en Rollegem van het Rode Kruis en meer
- archief van personen die een belangrijke maatschappelijke rol hebben gespeeld: familie Descamps-Reyntjens (Barco), de Laubespin, Delcroix-Meulenbergh (De Witte-Visage), d'Ennetières, enz.
- microfilms van genealogische bronnen van de gerechtelijke arrondissementen Kortrijk en Oudenaarde.
- enz.

## Historiek van het gebouw
Het gebouw van het Rijksarchief te Kortrijk, dat werd ontworpen door architect Wenceslas Cobergher (1561-1625), herbergde voordien de Berg van Barmhartigheid, een pandjeshuis. In de jaren 1930 was de stadsbibliotheek er gevestigd. Het werd tijdens de bombardementen van 1944 vernield, maar in de jaren 1950 en 1960 gerestaureerd en heropgebouwd. Sinds 1964 houdt het Rijksarchief hier kantoor.

## Websites
- Rijksarchief te Kortrijk.